# Герб Московської області

Герб Московської області

Герб Московської області є символом Московської області, прийнято 3 грудня 1997 року.

## Опис
Герб Московської області — зображення на червленому (червоному) полі святого Георгія Переможця, розгорнутого вліво від глядача, у срібному озброєнні (латах, шоломі й чоботах) і лазуровому (синьому, блакитному) плащі, що сидить у пурпуровому із золотою бахромою сідлі на срібному коні, що скаче, вражає золотим списом, увінчаним золотим хрестом, золотого крилатого змія із зеленими крилами. Відношення ширини до довжини 8:9.